# Otto de Booy
Otto de Booy (Den Haag, 28 maart 1904 - aldaar, 7 april 1963) was bij de Koninklijke Marine en werd in 1933 voor het eerst commandant van een onderzeeër. In 1950 werd hij commandant Maritieme Middelen in Rotterdam.
Otto de Booy werd in 1921 adelborst in Den Helder.

## Nederlands-Indië
Op 16 augustus 1924 werd hij luitenant-ter-zee III, twee jaar later Ltz II. 
Van 6 juli 1933 - 10 februari 1936 was hij commandant op de Hr. Ms. K XIV. Op 7 februari 1934 vertrok de K XIV samen met de K XV vanuit Den Helder naar Nederlands-Indië. Onderweg deden ze de havens van Lissabon, Cádiz, Palermo, Port Said, Suez, Aden en Colombo aan. Op 12 april 1934 arriveerde de K XIV in Soerabaja waar een inval door Japan werd gevreesd.
In 1938 werd De Booy overgeplaatst op de Hr. Ms. K XI, die ook in Soerabaja dienstdeed.

## Middellandse Zee
De Booy werd als luitenant-ter-zee 1e klasse op 14 juli 1940 commandant van onderzeeër Hr. Ms. O 24 (voorheen de K XXIV), die sinds 18 mei 1940 in de vaart was. De O24 bracht in die periode enkele Italiaanse schepen in de Middellandse Zee  tot zinken:
- 12 juni 1941: tanker Fianona bij Vada tot zinken gebracht.
- 6 augustus 1941: Bombardiere met torpedo's tot zinken gebracht bij Fregene
- 7 augustus 1941: Margherita Madre beschoten en tot zinken gebracht bij Anzio.
- 6 september 1941: V63 / Carla beschoten en tot zinken gebracht bij Gorgona.
- 9 september 1941: Italo Balbo met torpedo's tot zinken gebracht bij Elba.

Op 1 februari 1945 werd De Booy bevorderd tot kapitein-luitenant-ter-zee.

## Na de oorlog
Op 1 september 1948 werd De Booy bevorderd tot kapitein-ter-zee. Hij werd commandant der Maritieme Middelen in Rotterdam en ging per 1 januari 1955 met pensioen.

## Onderscheidingen
- Bronzen Leeuw [4]
- Oorlogsherinneringskruis]
- Ereteken voor Orde en Vrede
- Orde van Voorname Dienst (Verenigd Koninkrijk)[5]
- Orde van het Britse Rijk (Verenigd Koninkrijk)